# Commentry
Commentry é uma comuna francesa na região administrativa de Auvérnia-Ródano-Alpes, no departamento Allier. Estende-se por uma área de 20,94 km². Em 2010 a comuna tinha 6 347 habitantes (densidade: 303,1 hab./km²).

## Património
- Bacias industriais de Commentry

## Cultura
- Espaço cultural da Pleïade